# Opius striatoides
Opius striatoides är en stekelart som beskrevs av Fischer 1966. Opius striatoides ingår i släktet Opius och familjen bracksteklar. Inga underarter finns listade i Catalogue of Life.